# Paperboy 2
Paperboy 2 (другое название — Paperboy II) — мультиплатформенная видеоигра в жанре action, разработанная компанией Tengen и изданная Mindscape в 1991—1992 годах. Является продолжением игры Paperboy.

## Геймплей
Героям игры — разносчикам газет — нужно доставить определённое количество газет подписчикам.
Игра состоит из нескольких уровней, построенных с применением прямоугольной изометрической проекции. Уровни представляют собой улицы, на которых встречаются различные препятствия и полезные предметы.
Враги в игре — разнообразные препятствия (прохожие, машины, открытые канализационные люки и др.) и противники, атакующие персонажа. Столкновение с противником приводит к потере жизни, и игрок начинает игру с момента последнего столкновения; после потери всех жизней уровень начинается заново. Некоторых из противников можно обездвиживать, используя газеты. Запас газет пополняется в ходе уровня.
Игра имеет несколько отличий от предыдущей части. В частности, игрок может выбирать между двумя персонажами, тогда как ранее был доступен один персонаж. Также здесь появилась возможность распределять заказанные газеты по обе стороны от героя, а не в одну, как в приквеле.

## Оценки
Игра получила в основном средние оценки. К примеру, журнал Power Unlimited оценил версию для Game Gear в 7,8 баллов из 10, веб-сайты The Video Game Critic и All Game Guide поставили версии для SNES оценки C и 3 балла из 5. Рецензенты журнала Power Play оценили версии для DOS и Game Boy в 34 и 33 балла из 100. Среди достоинств игры были названы графическое оформление и геймплей; при этом среди недостатков критики отметили анимацию персонажа и неудобное управление, что усложняло игровой процесс.